# Alemanha nos Jogos Olímpicos de Inverno de 1994
A Alemanha foi um dos sessenta e sete países que participaram dos Jogos Olímpicos de Inverno de 1994, em Lillehammer, na Noruega.